# Giovanni Bilivert

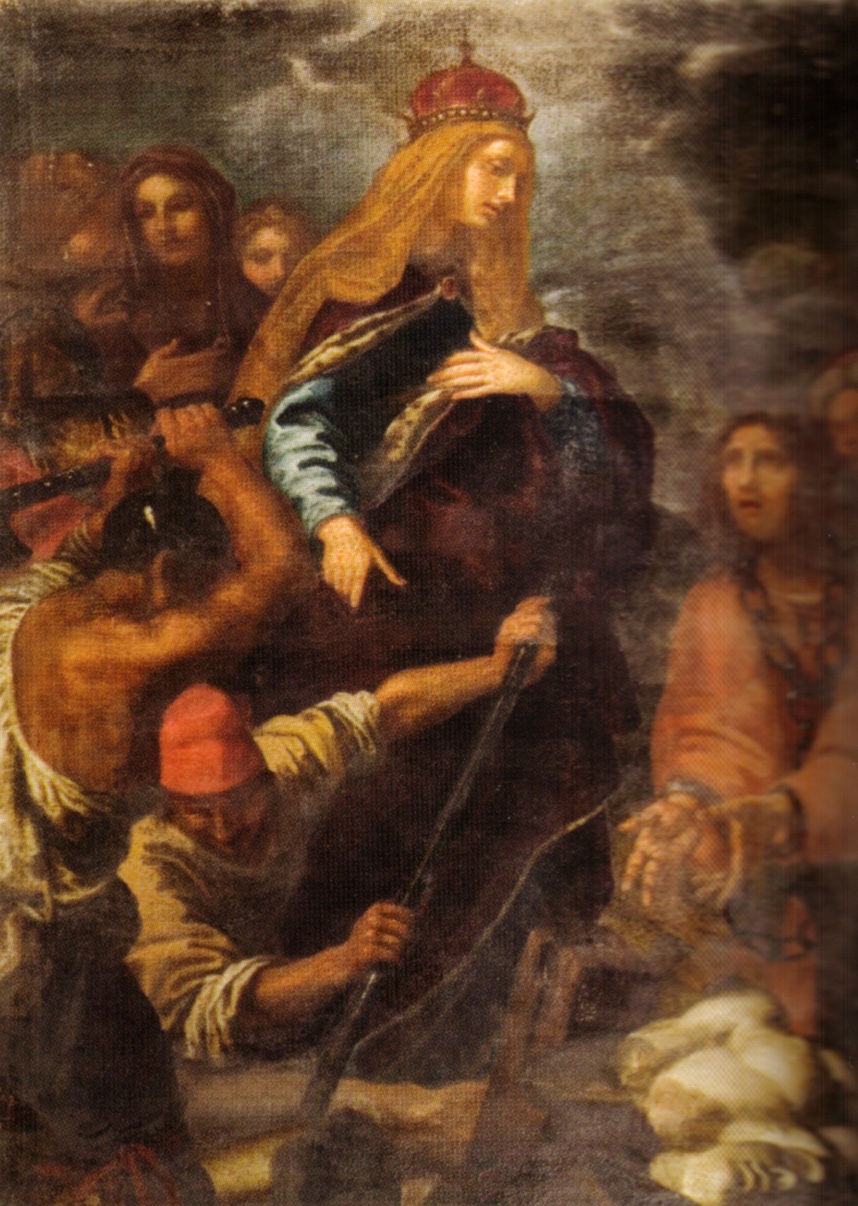
Giovanni Bilivert: Auffindung des Heiligen Kreuzes, 1636/1637, Florenz, San Gaetano

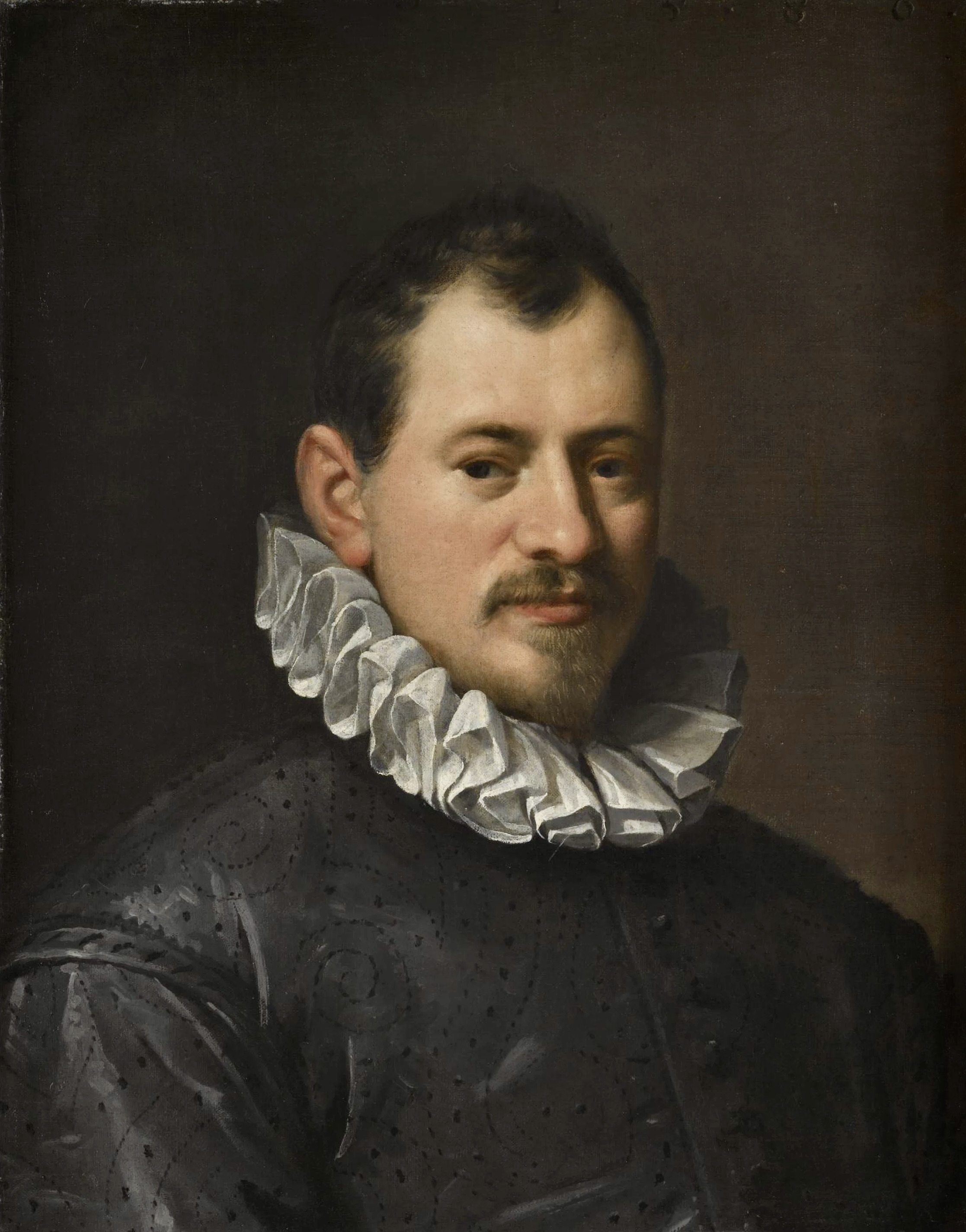
Hans von Aachen: Biliverts Vater Jacopo, 1586

Giovanni Bilivert (* 25. August 1585 in Florenz; † 16. Juli 1644 ebendort) war ein toskanischer Maler mit holländischen Wurzeln. Sein Familienname wurde früher höchst unterschiedlich geschrieben, namentlich auch zu Biliverti italianisiert.

## Leben und Werk
Biliverts Vater Jacopo (Delft, 1550–Florenz, 1603) war 1573 als Goldschmied und Juwelier in den Dienst der ersten Großherzöge der Toskana aus dem Geschlecht der Medici getreten, deren Krone er unter anderem anfertigte. 1576 hatte er die Florentinerin Fiammetta Frediani bzw. Mazzafirri geheiratet.
Giovanni scheint in Siena eine kaufmännische Lehre begonnen, dann aber beim dortigen Manieristen Alessandro Casolani (1552–1607) die Ausbildung zum Maler absolviert zu haben. Dies, obwohl er von Geburt an auf dem einen Auge schlechter sah als auf dem andern, was ihn zum Tragen eines Monokels veranlasste.
Nach dem Tod des Vaters wurde er in Florenz Gehilfe von Ludovico Cigoli (1559–1613) und arbeitete mit diesem zeitweise in Rom. Dort malte er 1610 für die Kirche San Callisto in Trastevere sein erstes signiertes Altarbild. Im Jahr zuvor war er in die Florentiner Zeichenakademie aufgenommen worden. Nach einer Nierenkolik musste Bilivert sich 1636 in Pisa von einem Steinschneider operieren lassen, was er wunderbarerweise überlebte.
Biliverts berühmteste Gemälde sind laut Contini ohne Zweifel «Tobias und der Engel» bzw. «L’Arcangelo rifiuta i doni di Tobia» (1612) und «Joseph und Potiphars Weib» bzw. «La Castità di Giuseppe» (1619), beide in der Galleria Palatina im Palazzo Pitti. Oft abgebildet werden auch «Angelica und Ruggero» (1623/1624) nach dem «Orlando furioso» von Ariost im selben Museum und die «Auffindung des Heiligen Kreuzes» bzw. «Sant’Elena dirige gli scavi per il ritrovamento della Croce» (1636/1637) in der Florentiner Kirche San Gaetano (Capella Bonsi).
Manche seiner Werke stellte er mit Hilfe von Mitarbeitern in mehreren Exemplaren her. Schüler Biliverts waren Francesco Bianchi Buonavita (1593–1658), Orazio Fidani (1610–1656) und Agostino Melissi (1616–1683), ferner Bartolommeo Salvestrini (1599–1630), Giovanni Battista Vanni (1599–1660), Cecco Bravo (1601–1661), Baccio del Bianco (1604–1657) und Giovanni Maria Morandi (1622–1717).

## Stil
Eine italienische Enzyklopädie nennt Giovanni Bilivert «einen der besten Künstler des Florentiner Seicento, in dem die Tradition des späten Manierismus sich gegen Stilformen von realistischer Inspiration hin orientierte».
Biliverts Eigenheiten waren zum Teil von Cigoli beeinflusst, so der weiche und blumige Stil, den er mit einer gewissen Aufmerksamkeit auf die Beleuchtung verband, abgeleitet von den Tendenzen des caravaggeschen Pisaners Orazio Gentileschi (1563–1639).

## Galerie

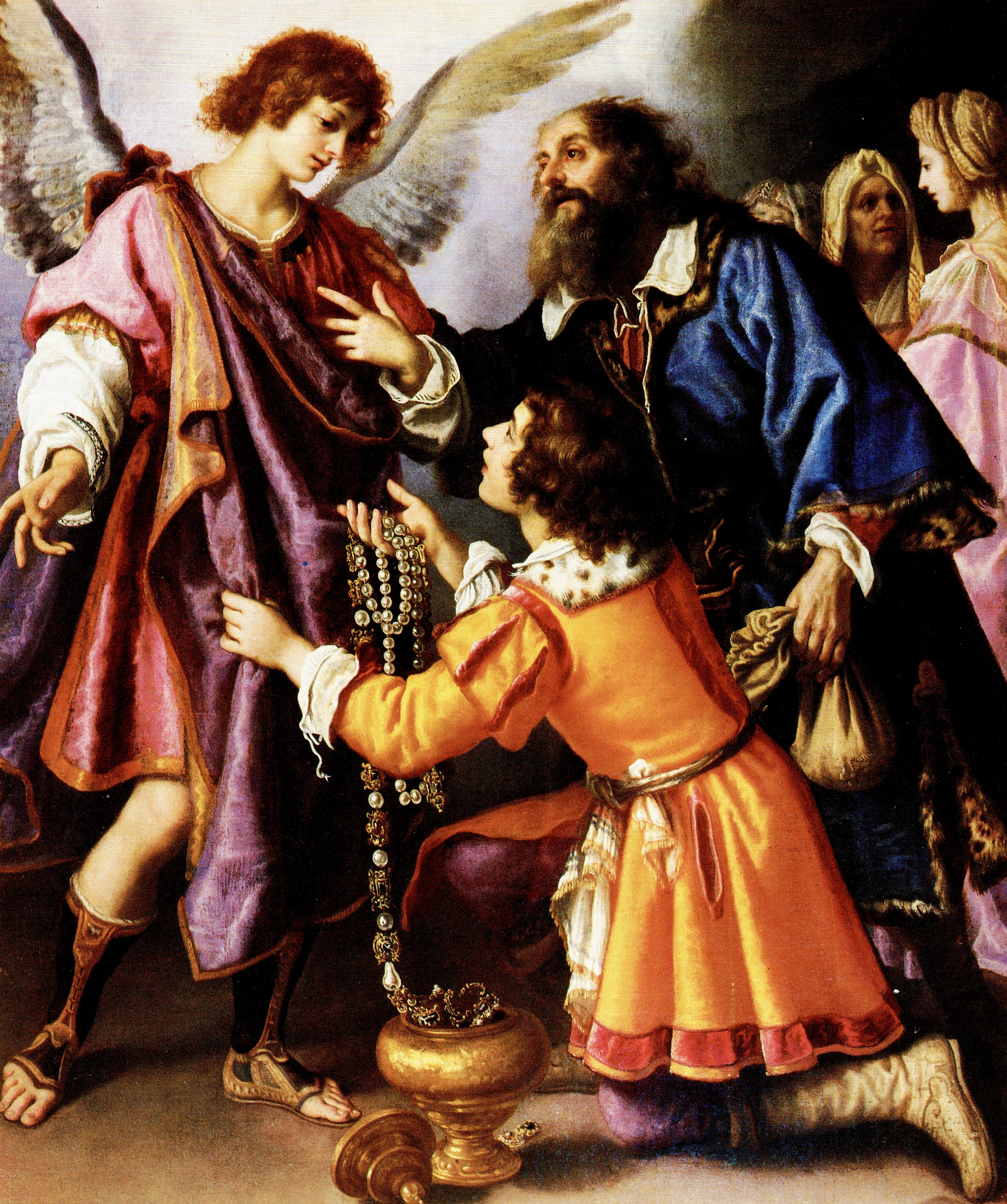
Tobias und der Engel, 1612, Florenz, Galleria Palatina
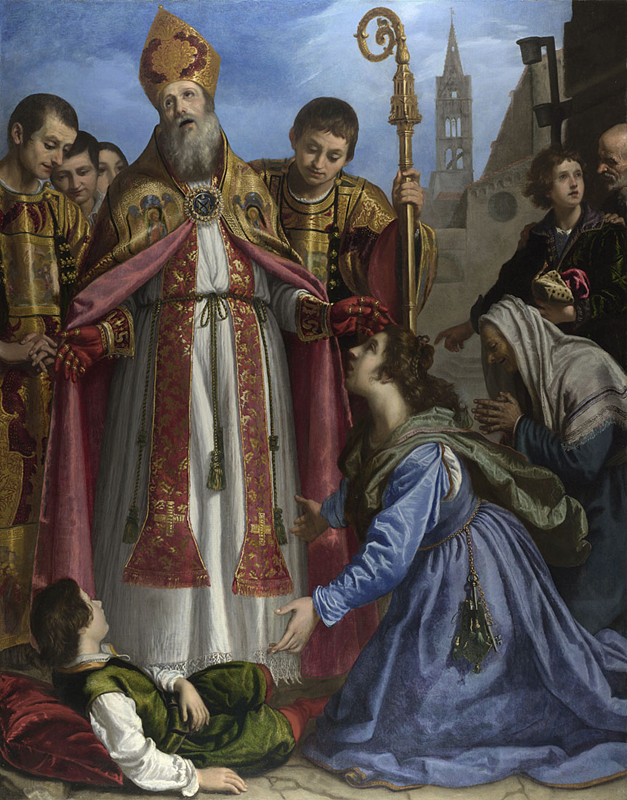
Zenobius erweckt einen toten Jüngling, um 1620, London, National Gallery
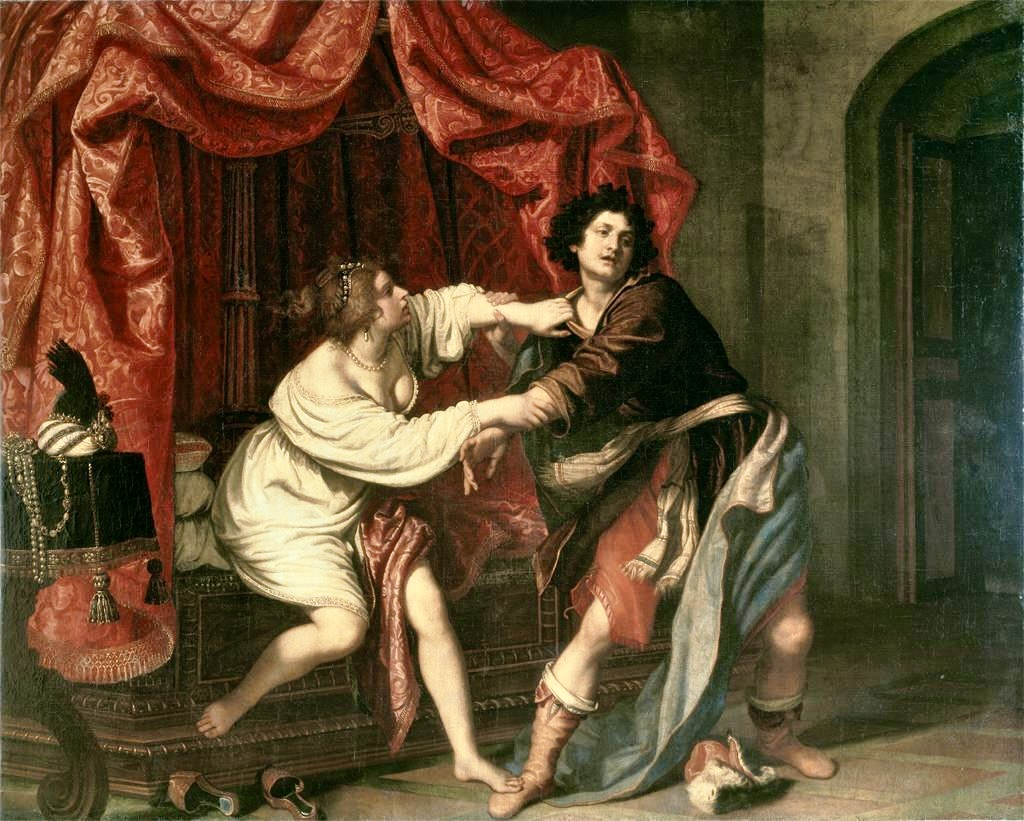
Joseph und Potiphars Weib, 1619, Florenz, Galleria Palatina
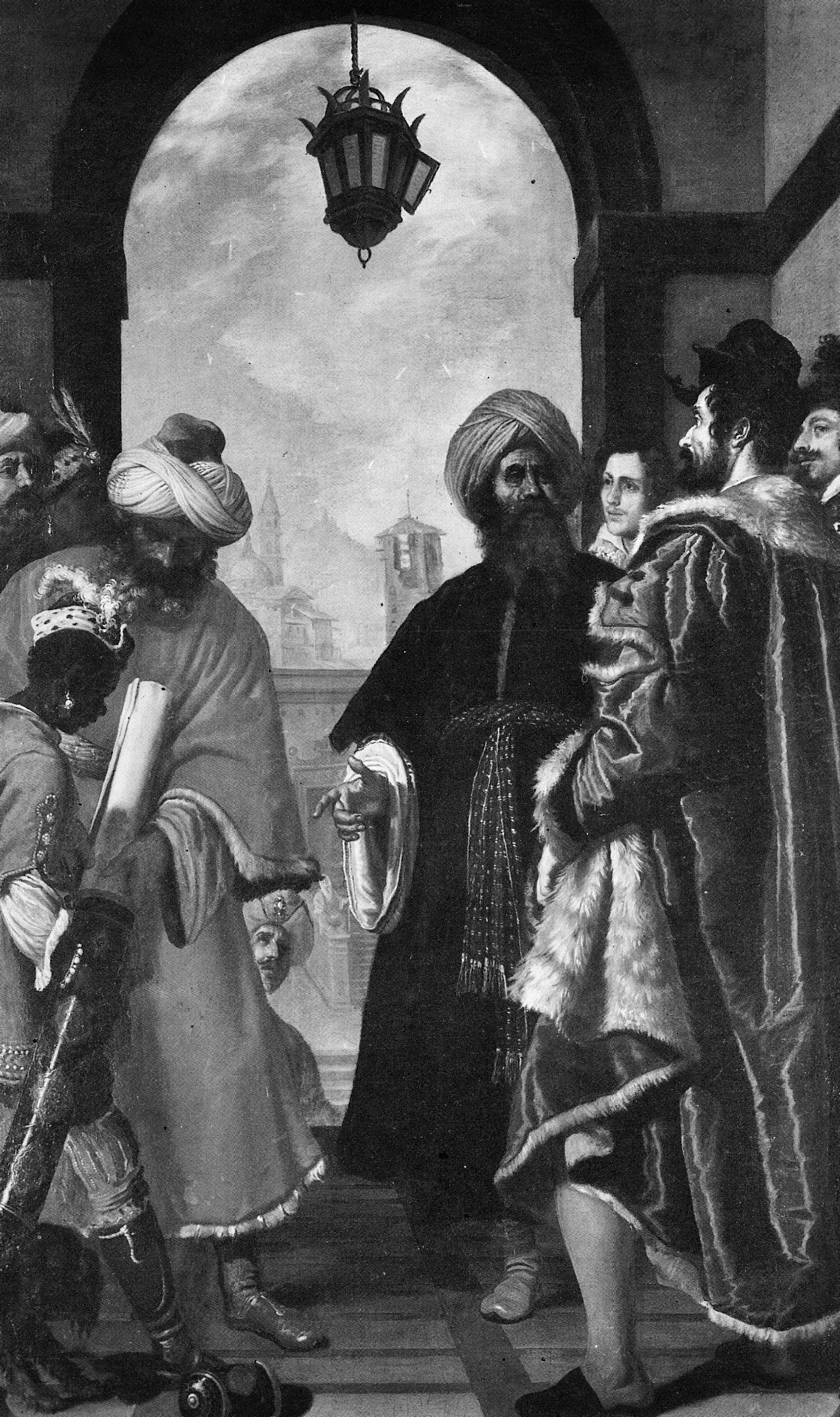
Einladung Michelangelos nach Istanbul,[9] 1616–1620, Florenz, Casa Buonarroti
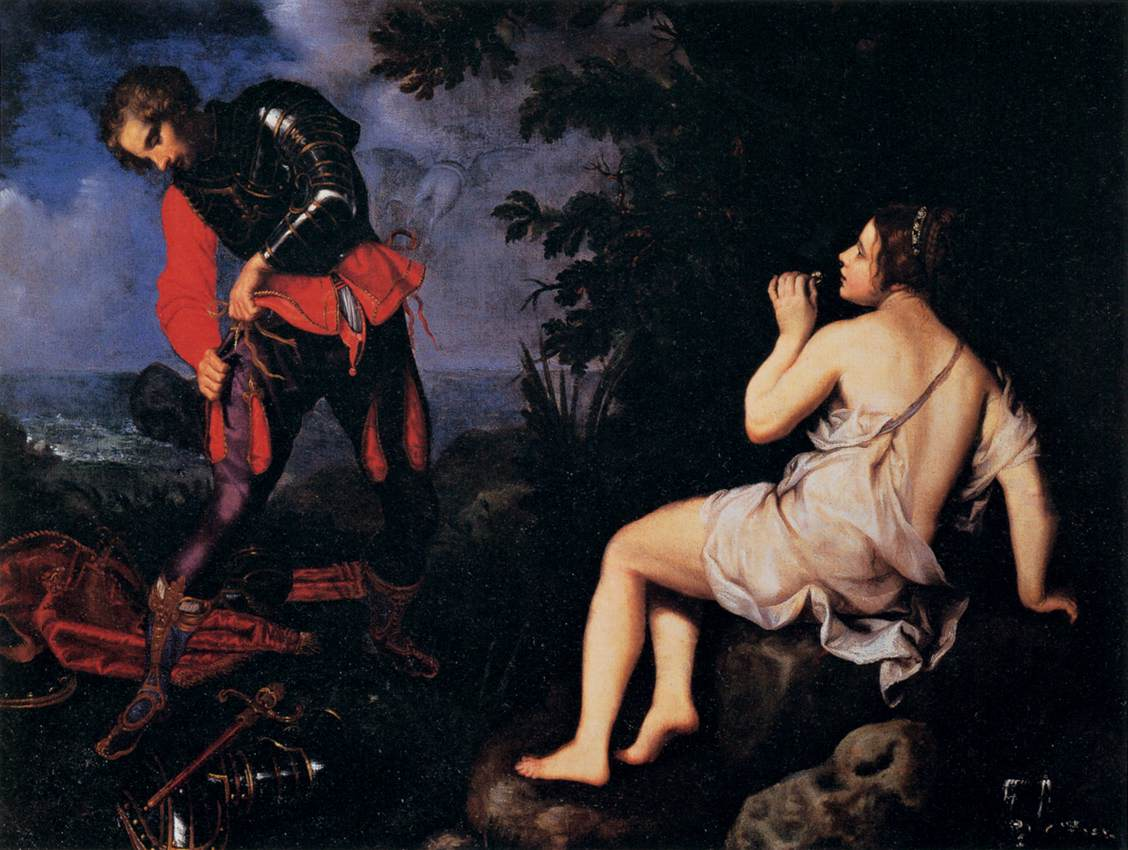
Angelica und Ruggero (nach Ariost), 1623/1624, Florenz, Galleria Palatina
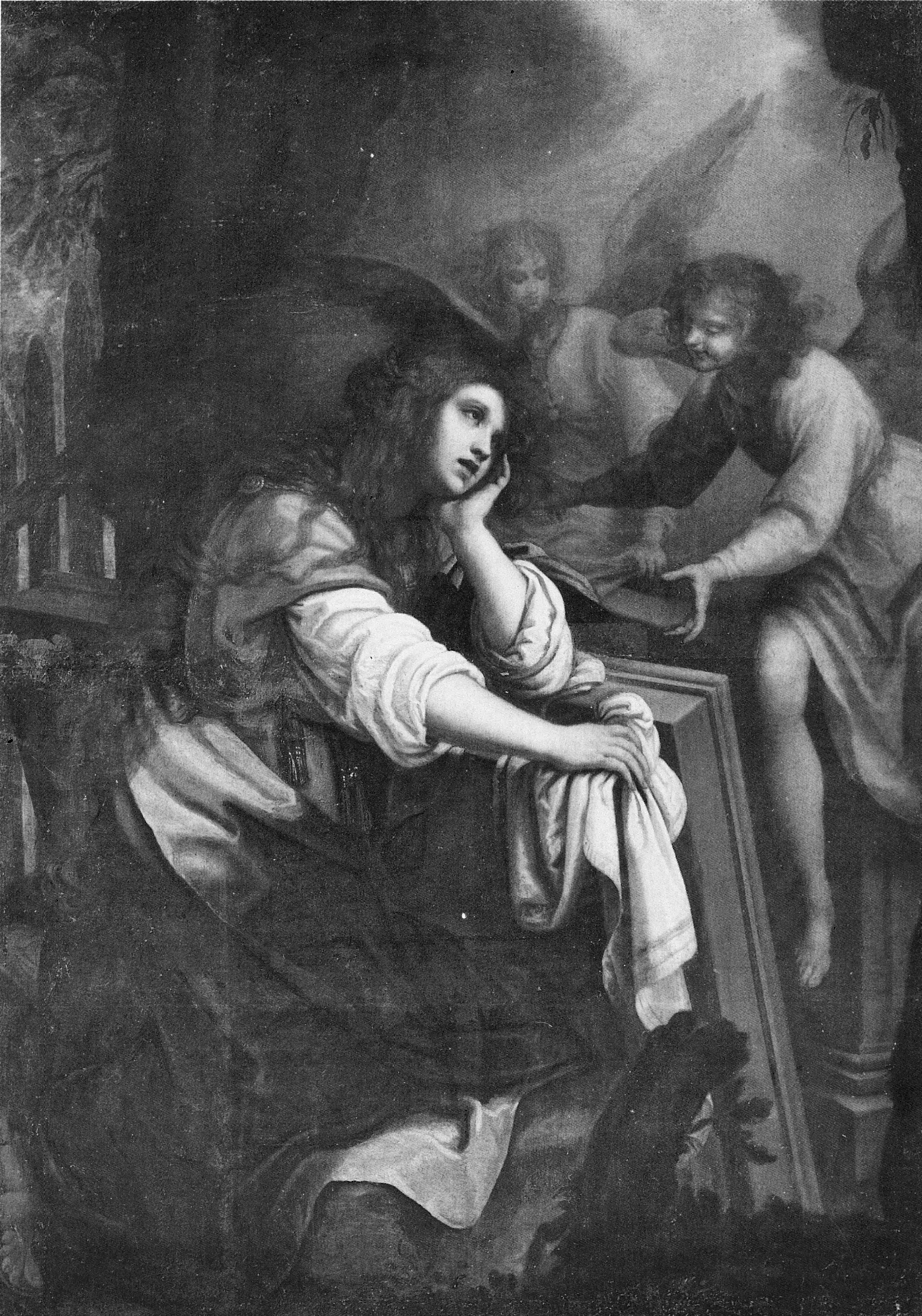
Maria Magdalena am Grab Christi und zwei Engel, 1627, Pistoia, Sammlung Bigongiari
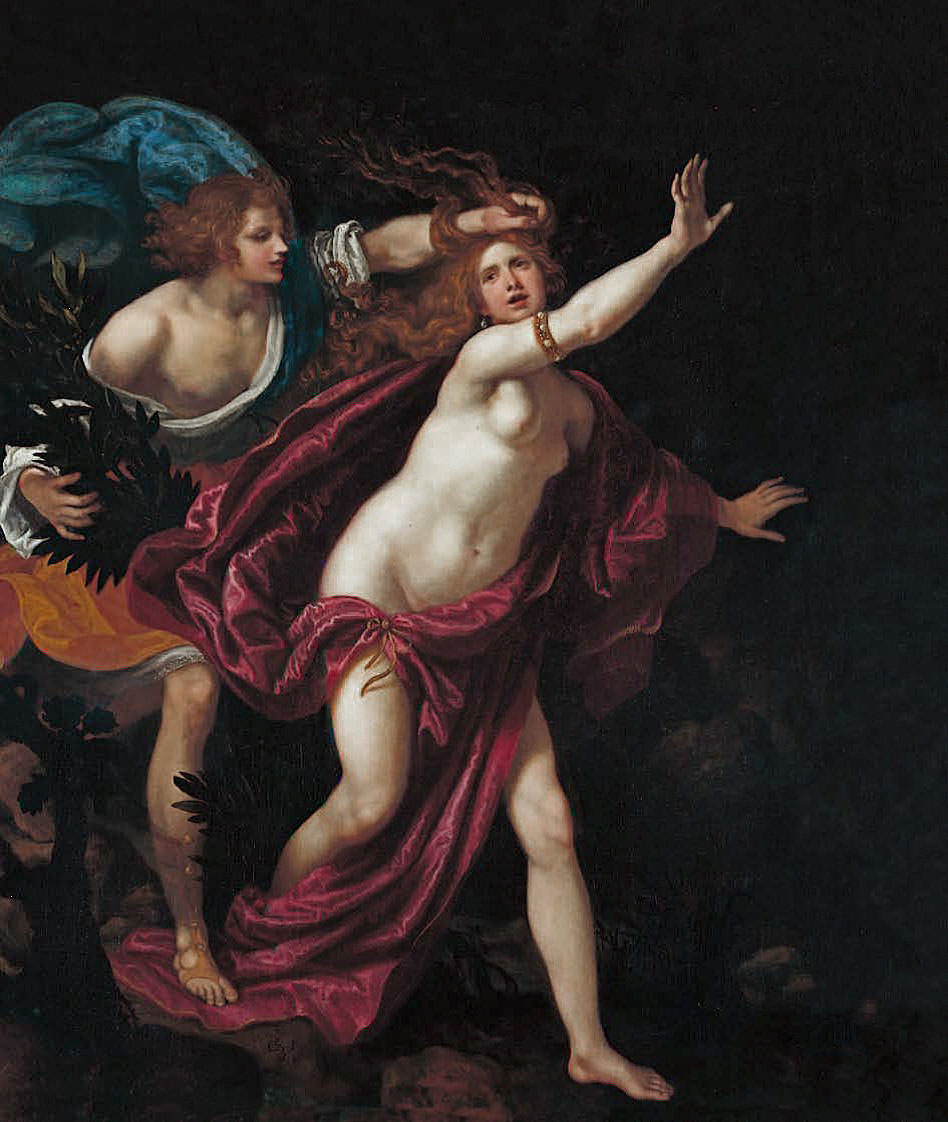
Apollo und Daphne, 1630, Stuttgart, Staatsgalerie
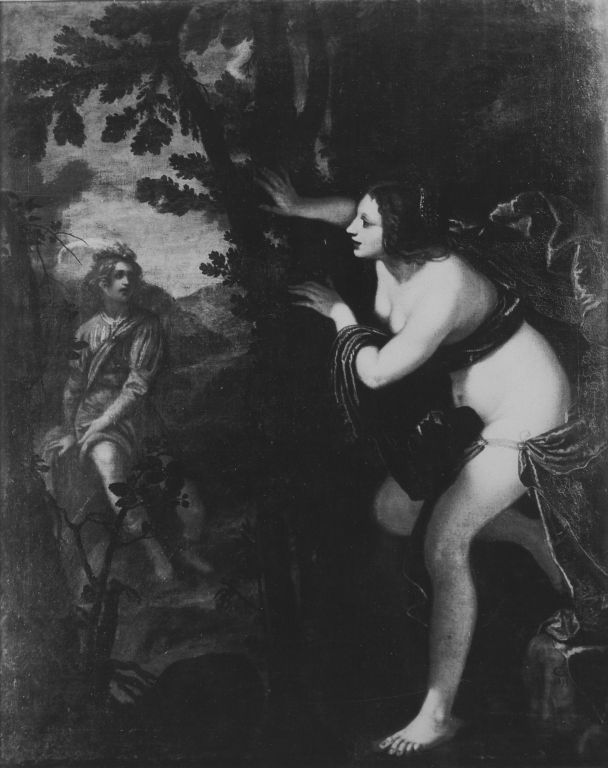
Echo und Narziss, 1633, Schleißheim, Staatsgalerie
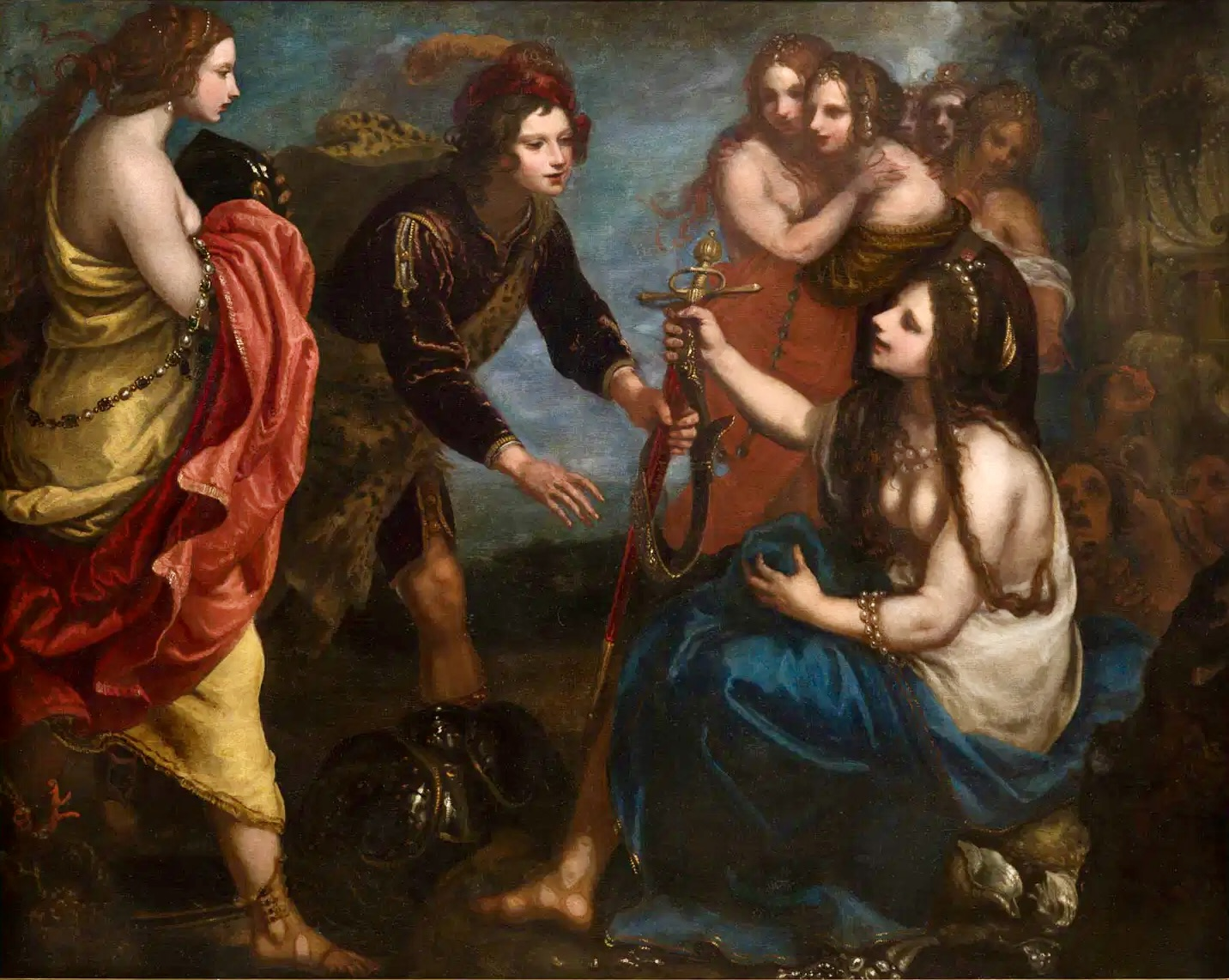
Thetis überreicht Achilles die Waffen, 1634, Pistoia, Sammlung Bigongiari
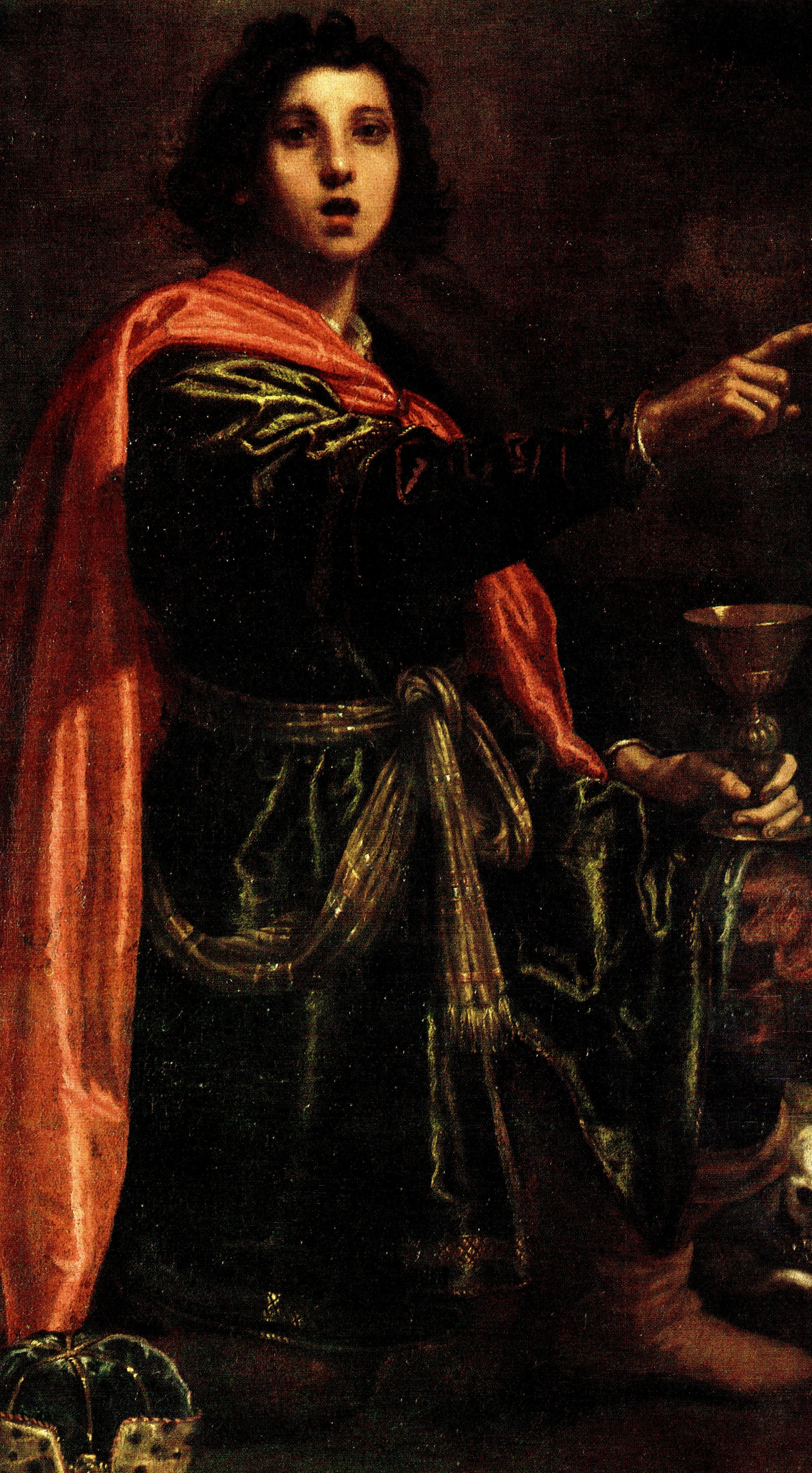
Heiliger Donnino, 1636, Pisa, Depositum der Soprintendenza
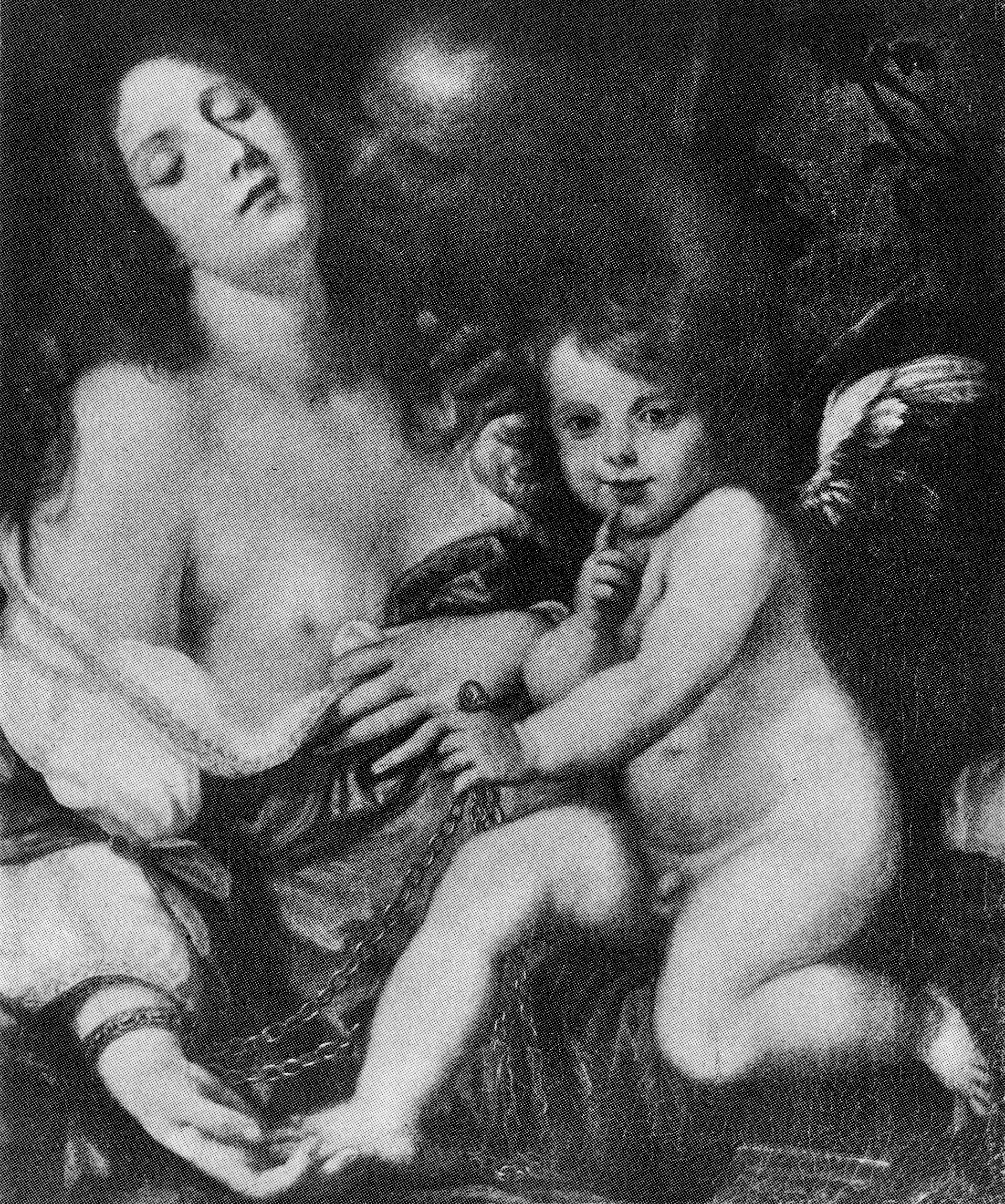
Venus, Cupido und Pan, 1638, vormals Dortmund, Sammlung Cremer
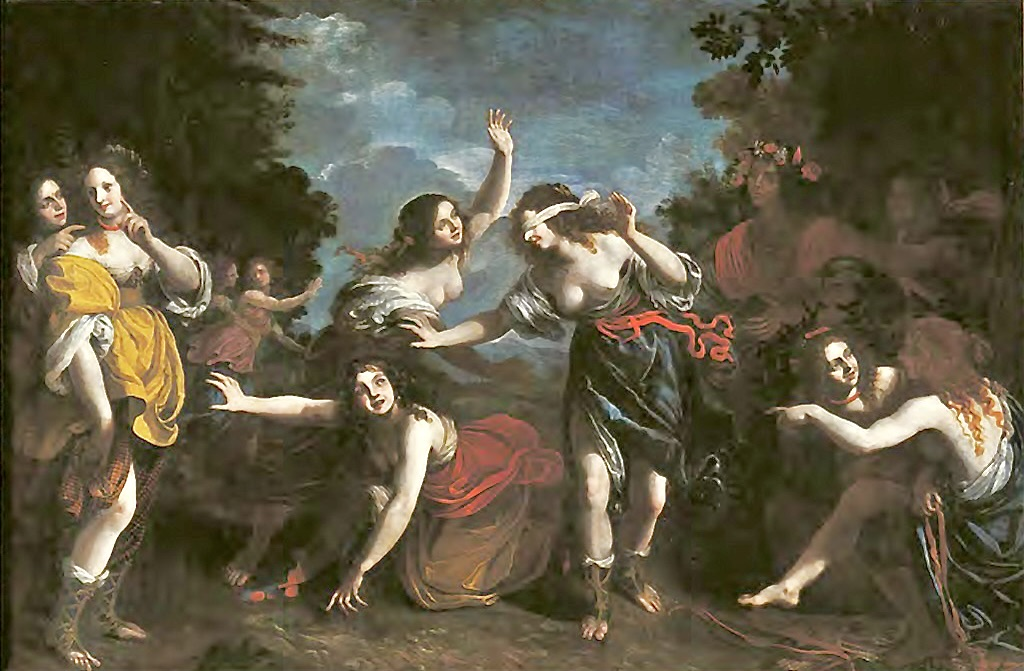
Orazio Fidani (Schüler Biliverts): Blinde Kuh (nach dem «Pastor fido»), 1654, Privatsammlung

## Weitere Gemälde (Auswahl)
- Verkündigung, 1611, Pisa, San Nicola
- Auffindung des Heiligen Kreuzes, 1621, Florenz, Santa Croce
- Habakuk hilft Daniel in der Löwengrube, 1625/1626, Pisa, Dom
- Leo X. und Franz I., 1627, Broomhall, Sammlung Elgin
- Abschied Christi von Maria, 1628, Pistoia, Santi Prospero e Filippo
- Mariä Himmelfahrt mit Heiligen, 1628, Peccioli, Pieve di San Verano
- Kreuzigung, 1629, Pisa, Dom
- Steinigung des Heiligen Stephanus, um 1628, Florenz, Badia
- Kleopatra, 1630, Rom, Palazzo Montecitorio
- Verkündigung, 1630, Prato, Galleria Comunale
- Salome, Florenz, Marchese Emilio Pucci
- Venus, Amor und Pan, Dresden, Gemäldegalerie Alte Meister
- Heilige Familie mit dem Johannesknaben, 1635, Florenz, Galleria Palatina
- Petrus pflegt die heilige Agatha, 1640, Florenz, Privatsammlung
- Mystische Hochzeit der heiligen Katharina von Alexandrien, 1642, Florenz, Santissima Annunziata

## Literatur

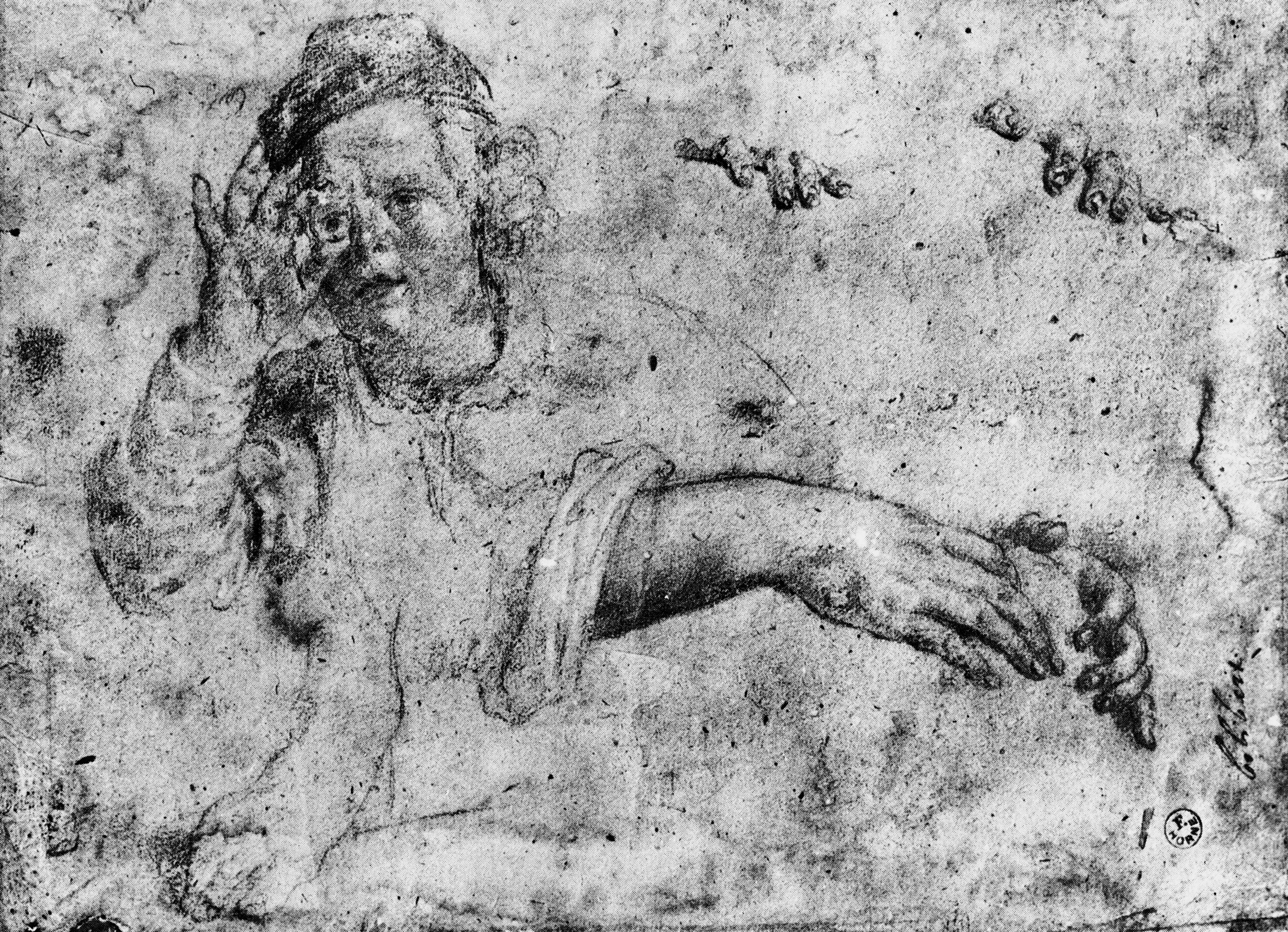
Selbstbildnis Biliverts mit Monokel, undatiert, Florenz, Uffizien